# Maiana
Maiana es un distrito de Kiribati y un atolón al norte de las islas Gilbert. Los lados norte y este del atolón comprenden una sola isla, mientras que el lado oeste consiste en arrecifes sumergidos. Todo esto rodea a una laguna en el centro del atolón, el cual tiene 14 km de largo y 9.5 km de ancho.